# Rue François-Raspail
Pour les articles homonymes, voir Rue Raspail.
La rue François-Raspail, ou simplement Raspail, est une voie de Toulouse, chef-lieu de la région Occitanie, dans le Midi de la France.

## Situation et accès

### Description
La rue François-Raspail est une voie publique. Elle se trouve dans le quartier de la Côte Pavée.
La chaussée compte une seule voie de circulation automobile à double-sens entre la rue Louis-Vitet et la place François-Raspail, puis en sens unique entre la place François-Raspail et l'avenue Jean-Rieux. Elle appartient à une zone 30 et la circulation y est limitée à 30 km/h. Il n'existe pas de bande, ni de piste cyclable, quoiqu'elle soit à double-sens cyclable sur toute sa longueur.

### Voies rencontrées
La rue François-Raspail rencontre les voies suivantes, dans l'ordre des numéros croissants (« g » indique que la rue se situe à gauche, « d » à droite) :
1. Avenue Jean-Rieux
2. Rue Française (g)
3. Rue Saint-Éloi (d)
4. Rue René-Vaïsse (d)
5. Place François-Raspail
6. Rue Louis-Vitet

## Odonymie

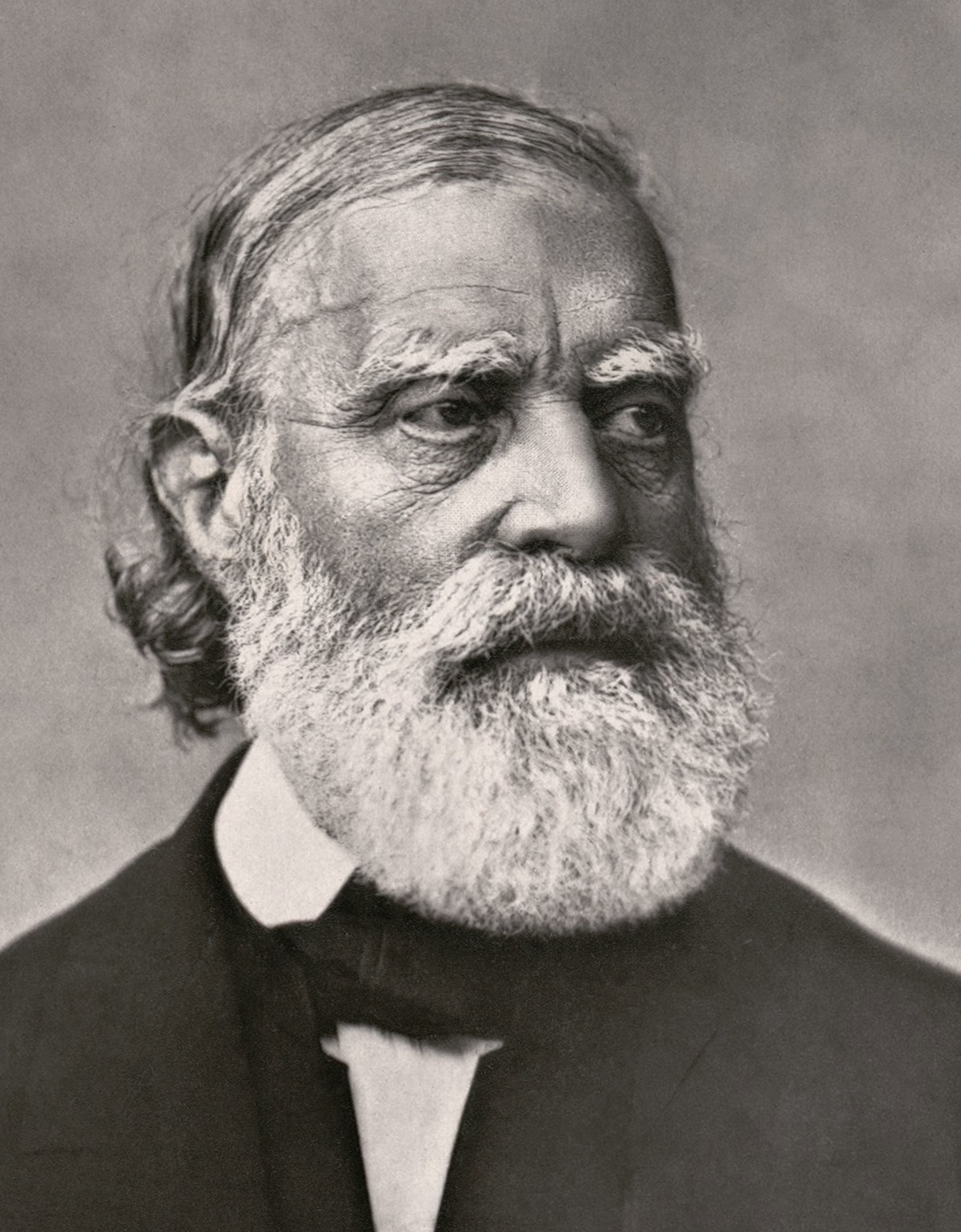
François-Vincent Raspail par Étienne Neurdein (vers 1869, BnF).

La rue François-Raspail est, au XVIIe siècle, une partie d'un plus long chemin, désigné comme le chemin des Mûriers. Ce nom est à rapprocher d'un nom similaire, celui du chemin de la Moure (actuel chemin du Coin-de-la-Moure). Il rappelle la présence de plantations de mûriers, encouragées par le pouvoir royal afin de permettre le développement de l'industrie de la soie.
En 1870, la rue est nommée en hommage à François Raspail (1794-1878). Chimiste et naturaliste, il s'intéresse aussi à la médecine, s'exprimant en faveur d'une médecine accessible aux classes populaires, au risque de propager des théories sanitaires erronées. Il poursuit dans le même temps une carrière politique : libre-penseur et franc-maçon, carbonaro sous la monarchie de Juillet, républicain fervent et plusieurs fois emprisonné, il est élu député de la Seine en 1848, à la suite de la création de la Deuxième République. Il est alors un des représentants des courants ouvriéristes et socialistes. Condamné par le Second Empire, il s'exile en Belgique, puis revient en France en 1863. À nouveau élu, dans les Bouches-du-Rhône, à partir de 1866, il participe en 1870 à la proclamation de la Troisième République.
Par ailleurs, entre 1890 et 1947, la rue Las Cases, voisine de la rue François-Raspail, a été désignée comme la petite-rue Raspail. C'est le 12 avril 1947 que le conseil municipal, afin d'éviter toute confusion, lui donna son nom actuel.

## Patrimoine et lieux d'intérêt

### Maisons toulousaines

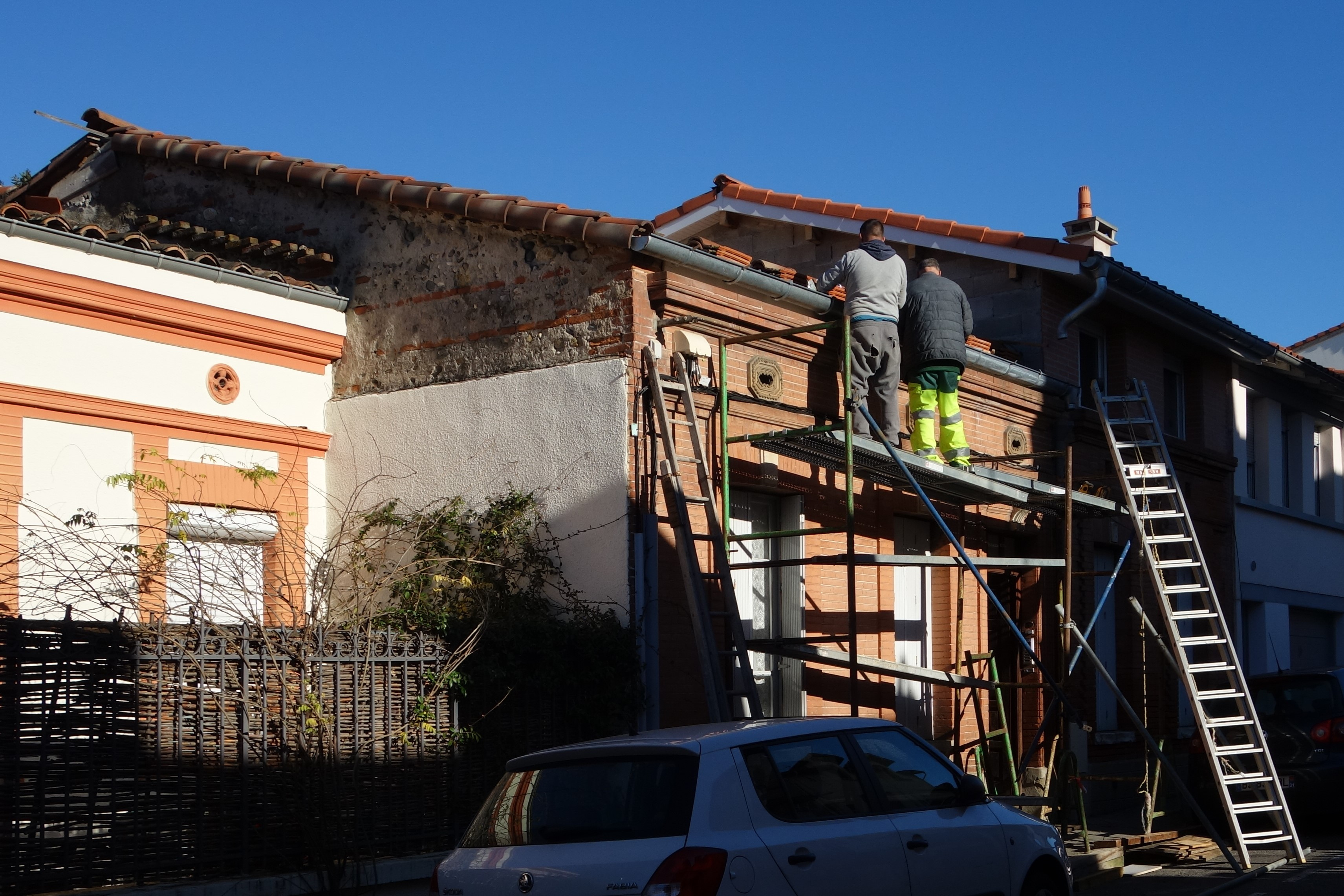
no 53 : maison toulousaine.

- no  8 : maison toulousaine (deuxième moitié du XIXe siècle)[4].
- no  24 : maison toulousaine (deuxième moitié du XIXe siècle)[5].
- no  30 : maison toulousaine (deuxième moitié du XIXe siècle)[6].
- no  34 : maison toulousaine (deuxième moitié du XIXe siècle)[7].
- no  36 : maison toulousaine (deuxième moitié du XIXe siècle)[8]
- no  38 : maison toulousaine (deuxième moitié du XIXe siècle)[9].
- no  40 : maison toulousaine (deuxième moitié du XIXe siècle)[10].
- no  42 : maison toulousaine (deuxième moitié du XIXe siècle)[11].
- no  50 : maison toulousaine (deuxième moitié du XIXe siècle)[12].
- no  53 : maison toulousaine (deuxième moitié du XIXe siècle)[13].
- no  55 : maison toulousaine (deuxième moitié du XIXe siècle)[14].
- no  64 : maison toulousaine (deuxième moitié du XIXe siècle)[15].
- no  78 : maison toulousaine (deuxième moitié du XIXe siècle)[16].
- no  80 : maison toulousaine (deuxième moitié du XIXe siècle)[17].
- no  84 : maison toulousaine (deuxième moitié du XIXe siècle)[18].
- no  88 : maison toulousaine (deuxième moitié du XIXe siècle)[19].
- no  92 : maison toulousaine (deuxième moitié du XIXe siècle)[20].
- no  94 : maison toulousaine (deuxième moitié du XIXe siècle)[21].
- no  96 : maison toulousaine (deuxième moitié du XIXe siècle)[22].
- no  100 : maison toulousaine (deuxième moitié du XIXe siècle)[23].

### Autres maisons
- no  6 : maison (deuxième moitié du XIXe siècle)[24].
- no  39 : maison (deuxième quart du XXe siècle)[25].
- no  49 : maison (deuxième quart du XXe siècle)[26].